# 美月華恋
美月 華恋（みづき かれん）は日本の女性声優。主にアダルトゲームに声をあてている。

## 出演作品
太字は主役・メインキャラクター

### ゲーム
2012年
- Thief and TROLL（アナ＝ロッピィ）

2013年
- 隣のおっぱい若奥様 あやめさん（成瀬 綺愛）
- P☆A会長は好きですか? 〜傲慢セレブ妻へのセックス指導〜（葛城沙代子）
- 姫巫女 -燦-（小瀬サツキ）
- 陵辱催眠姦 〜発情ビッチ共を連続で犯りまくれ!(洗脳発情催眠)（ベッロ・テスタロッサ）

2014年
- あねよめカルテット（日高 照美）
- お嬢様はカタイのがお好き! 〜神性なる女子寮日記〜（護国院 美凪）
- 巨乳JK生主生ハメ生中出し（生瀬愛瑠）
- ダンジョンズ&シネステジア 〜乙女の身体を攻略する勇者たち〜（イオ）
- 超催眠術学園（博多 花梨）

2015年
- 悪魔娘の看板料理
- あねよめコンチェルト（日高 照美）
- いたずら狂悪（鈴谷環）
- その古城に勇者砲あり!
- 空色イノセント
- 人妻スイミング倶楽部（羽倉 智江）
- 淫らな魔法使いと救性主 －淫妖救済調教録－（エンプーサ）

2016年
- オモカゲ 〜えっちなハプニング!? なんでもどんとこい!〜
- グリモ☆ラヴ 〜放課後のウィッチ〜（加東[1]）
- ハーレムゲーム 〜俺はコレのおかげでエロゲーの主人公になれました!〜（音倉 彩佳）
- プラネット ドラゴン